# Costinha
Francisco José da Costa (Lissabon, 1 december 1974) - voetbalnaam Costinha - is een voetbaltrainer en voormalig voetballer uit Portugal.

## Clubcarrière
Costinha doorliep de jeugdopleiding bij Oriental, een club die uitkomt in de lagere regionen van Portugal. Hij speelde zich hier vanaf 1993 in de basis en vertrok in 1995 naar Madeira om te gaan spelen voor A.D. Machico in de Segunda Divisão B. Een jaar later trok Costinha naar CD Nacional Madeira dat in dezelfde afdeling uitkwam.
Voor het seizoen 1997/98 werd hij gecontracteerd door AS Monaco. Costinha kan moeilijk wennen aan Frankrijk en speelt zich pas een jaar later in de basis.
In de zomer van 2001 werd hij gecontracteerd door FC Porto. In zijn debuutwedstrijd tegen Sporting Lissabon werd de speler van het veld gestuurd met een rode kaart. In het seizoen 2003/04 schakelde FC Porto dankzij een doelpunt van Costinha Manchester United uit in de Champions League en won het later ook de finale. Na een minder succesvol jaar daarna vertrok de speler naar Dinamo Moskou. Zijn verblijf daar bleek geen lang leven beschoren te zijn en hij werd in de zomer van 2006 aangetrokken door Atlético Madrid, samen met zijn ploeggenoten Giourkas Seitaridis en Maniche die hem eveneens vergezelden van FC Porto naar Rusland.
Het verblijf van Costinha bij Atlético Madrid leek in het seizoen 2006/07 ook geen groot succes te zijn. Costinha mocht regelmatig invallen, maar een basisplaats was zelden voor hem gereserveerd. Voor het seizoen 2007/08 gaf de trainer Javier Aguirre aan dat hij niet op de Portugees rekende en Atlético Madrid vroeg geen geld voor de overgang van Costinha naar Atalanta Bergamo eind augustus. In Bergamo beëindigde Costinha zijn actieve spelerscarrière na drie anonieme jaren.

## Interlandcarrière
Costinha speelde zijn eerste interland op 14 oktober 1998 tegen Slowakije. Hij maakte ook deel uit van de selectie voor het Wereldkampioenschap 2006. In Duitsland was hij basisspeler en behaalde hij met Portugal de vierde plaats. Tegen Nederland werd hij van het veld gestuurd. Tevens vertegenwoordigde Costinha zijn vaderland op het Europees kampioenschap in 2000 en 2004.

## Carrière als trainer
Vanaf het seizoen 2013/2014 gaat Costinha als trainer aan de slag bij FC Paços de Ferreira. Hij volgt daar Paulo Fonseca op, die na een succesvol seizoen naar FC Porto vertrok.

## Voetbalcarrière
- Oriental (1993 - 1995)
- Machico (1995 - 1996)
- CD Nacional Madeira (1996 - 1997)
- AS Monaco (1997 - 2001)
- FC Porto (2001 - 2005)
- Dinamo Moskou (2005 - 2006)
- Atlético Madrid (2006 - 2007)
- Atalanta Bergamo (2007 - 2010)

## Erelijst
FC Porto
- UEFA Cup

2003
- UEFA Champions League

2004